# Александру II Мирча
Александр II Мирча (рум. Alexandru al II-lea Mircea; 1529 — 11 сентября 1577) — господарь Валахии из династии Басарабов-Дракулешти (1568—1574, 1574—1577), сын валашского господаря Мирчи III.

## Биография
В июне 1568 года после отстранения от власти валашского господаря Петру Молодого (1559—1568) Порта назначила новым господарем Валахии Александра II Мирчу. Вел борьбу с боярской оппозицией.
Весной 1574 года валашский господарь Александр II Мирча принял участие в войне Османской империи с молдавским господарем Иоанном Водэ Лютым (1572—1574). Турецкий султан назначил новым господарем Молдавии Петра Хромого, брата Александра Мирчи, и отправил в поход на Молдавию 30-тысячную армию, к которой присоединился валашский господарь со своим войском и вспомогательным венгерским отрядом.
В битве у села Жилиште (под Фокшанами) молдавско-казацкое войско Иоанна Водэ разгромило турецко-валашскую армию. В апреле того же 1574 года Иоанн Водэ вторгся в Валахию и захватил Бухарест, где провозгласил новым господарем Валахии Винтилу, сына господаря Петру I Доброго (1554—1557).
В начале мая 1574 года Александр Мирча захватил город, схватил и приказал убить своего соперника Винтилу.
В сентябре 1577 года Александр II Мирча скончался. Новым валашским господарем Порта назначила его единственного сына Михню Турка (Таркитула), воспитанного в Стамбуле и принявшего ислам.